# 양동고등학교
양동고등학교(楊東高等學校)는 대한민국 경기도 양평군 양동면 쌍학리에 있는 사립 고등학교이다.

## 학교 연혁
- 1966년 11월 17일 : 고등학교 설립 인가
- 1967년 3월 2일 : 양동농업고등학교로 개교
- 1970년 2월 5일 : 제1회 졸업식 거행(졸업생 23명)
- 1978년 11월 23일 : 양동종합고등학교로 교명 변경
- 1985년 10월 10일 : 보통학과 6학급, 상업과 3학급으로 변경
- 1987년 9월 4일 : 본관 18개 교실 준공
- 2003년 2월 28일 : 도서관 겸 특별실 준공
- 2004년 3월 1일 : 양동고등학교로 교명 변경
- 2006년 1월 19일 : 다목적 강당 준공
- 2008년 9월 1일 : 미용예술과 신설
- 2012년 1월 1일 : 제7대 김주현 이사장 취임
- 2012년 9월 1일 : 호텔조리과 신설
- 2017년 3월 2일 : 제12대 홍달수 교장 취임
- 2021년 1월 13일 : 제52회 졸업식 거행(졸업생수 남자 2,575명, 여자 2,010명 계 4,585명)

## 설치 학과
- 호텔조리과
- 미용예술과

## 참고 자료
- 양동고등학교 - 한국교육학술정보원 학교알리미